# 文塔瀑布

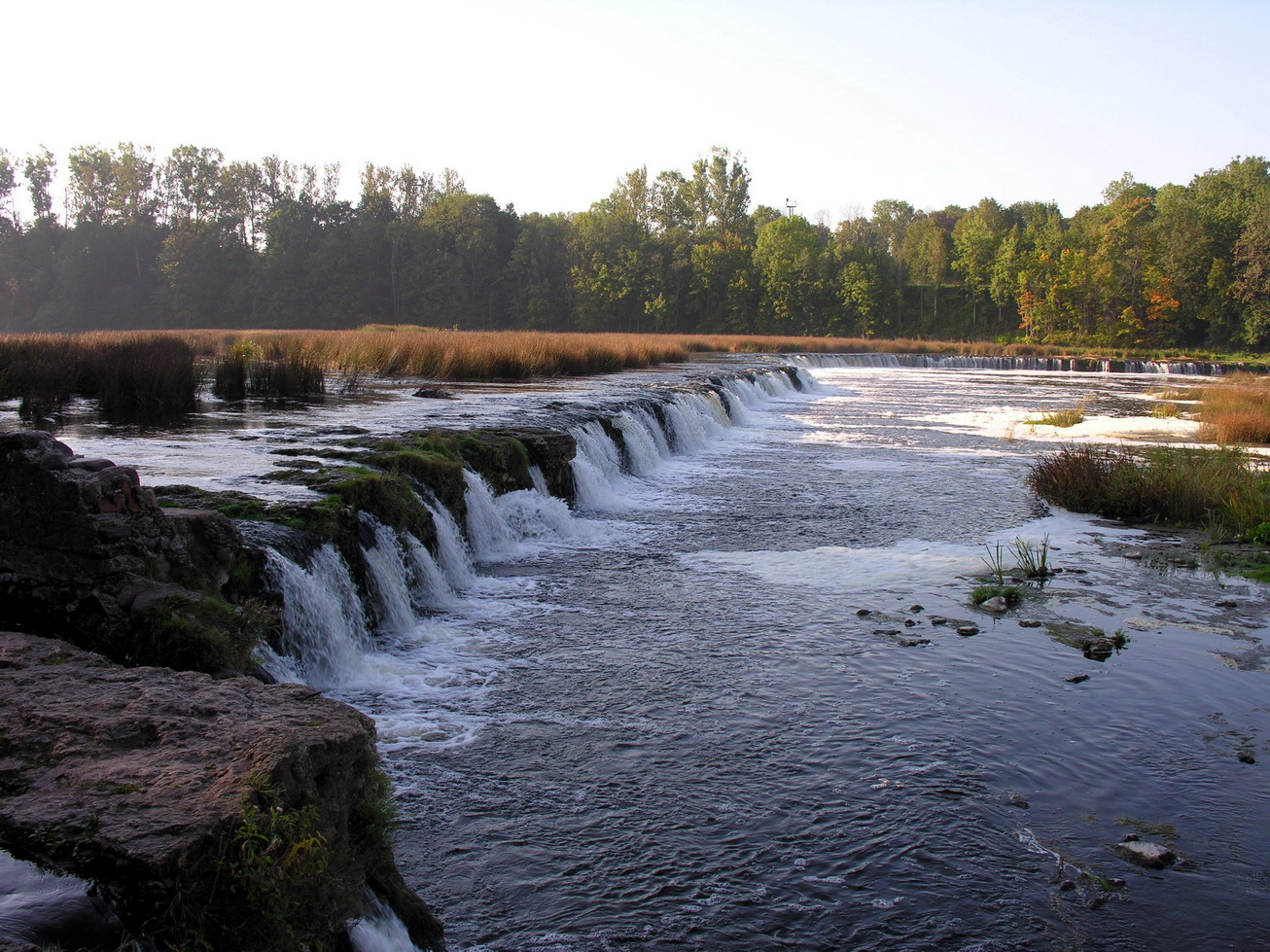

文塔瀑布是位於拉脫維亞的一個瀑布。文塔瀑布是歐洲最寬的瀑布，寬度達249（817英尺）。春季豐水期時可達270（886英尺）。但文塔瀑布的落差只有1.80—2.20（5.9—7.2英尺），並因水量的變化而變化。文塔瀑布是拉脫維亞的景點。

## 外部連結
- Ventas Rumba - 360° virtual tour （页面存档备份，存于）

56°58′04″N 21°58′44″E / 56.967813°N 21.978922°E